# Satellite Award/Mary Pickford Award
Der Mary Pickford Award ist die renommierteste Auszeichnung der International Press Academy und wird für das Lebenswerk eines überragenden Künstlers in der Filmindustrie verliehen. Der Preis ist benannt nach Mary Pickford, Mitbegründerin des Filmstudio United Artists und Pionierin der frühen Filmgeschichte, die ihre Karriere als Kinderstar begonnen hatte und sich zum Liebling der Filmindustrie weiterentwickelte.
Die Auszeichnung, eine bronzene Büste von Mary Pickford auf einem Marmorsockel, wurde vom serbischen Bildhauer Dragan Radenović geschaffen.

## Preisträger
- 1996: Rod Steiger
- 1997: Jodie Foster
- 1998: Alan J. Pakula
- 1999: Maximilian Schell
- 2000: Francis Ford Coppola
- 2001: Karl Malden
- 2002: Robert Evans
- 2003: Arnon Milchan
- 2004: Susan Sarandon
- 2005: Gena Rowlands
- 2006: Martin Landau
- 2007: Kathy Bates
- 2008: Louis Gossett Jr.
- 2009: Michael York
- 2010: Vanessa Williams
- 2011: Mitzi Gaynor
- 2012: Terence Stamp
- 2013: Mike Medavoy
- 2014: Ellen Burstyn
- 2015: Louise Fletcher
- 2016: Edward James Olmos
- 2017: Dabney Coleman
- 2018: Rade Šerbedžija
- 2019: Stacy Keach
- 2020: Tilda Swinton
- 2021: Tom Skerritt
- 2022: Diane Warren
- 2023: Jon Landau
- 2024: James Woods